# Kuroda-rigó
A Kuroda-rigó (Turdus celaenops) a madarak osztályának verébalakúak (Passeriformes) rendjébe és a rigófélék (Turdidae) családjába tartozó faj.

## Rendszerezése
A fajt Leonhard Hess Stejneger amerikai ornitológus írta le 1887-ben.

## Előfordulása
Kelet-Ázsiában, Japán területén honos, ott is csak az Izu-szigeteken és a Rjúkjú-szigetek egyes szigetein él. Természetes élőhelyei a mérsékelt övi erdők, valamint szántóföldek és vidéki kertek. Állandó, nem vonuló faj.

## Megjelenése
Átlagos testhossza 23 centiméter.

## Életmódja
Gyümölcsökkel, magvakkal és gerinctelenekkel táplálkozik.

## Természetvédelmi helyzete
Az elterjedési területe nem nagy, egyedszáma 10 000 példány alatti és csökken. A Természetvédelmi Világszövetség Vörös listáján sebezhető fajként szerepel.